# Iwan Ciupa
Iwan Iwanowycz Ciupa, ukr. Іван Іванович Цюпа (ur. 25 czerwca 1993 we wsi Jełyzawetiwka, w obwodzie donieckim) – ukraiński piłkarz, grający na pozycji obrońcy.

## Kariera piłkarska
Wychowanek klubu Szachtar Donieck, barwy którego bronił w juniorskich mistrzostwach Ukrainy (DJuFL). 24 lipca 2010 rozpoczął karierę piłkarską w drugiej drużynie Illicziwca Mariupol, a 19 maja 2013 debiutował w podstawowym składzie. W sierpniu 2017 podpisał kontrakt z Zirką Kropywnycki. 21 czerwca 2018 przeszedł do Wołyni Łuck.